# Нергор, Торгер
То́ргер Не́ргор (норв. Torger Nergård; род. 12 декабря 1974, Тронхейм) — норвежский кёрлингист.
В составе мужской сборной Норвегии участник шести зимних Олимпийских игр (чемпионы в 2002, пятое место в 2006, серебряные призёры в 2010, пятое место в 2014, шестое место в 2018 и 2022); участник тринадцати чемпионатов мира (лучший результат — чемпионы в 2014), девятнадцати чемпионатов Европы (лучший результат — чемпионы в 2005, 2010, 2011). Четырнадцатикратный чемпион Норвегии среди мужчин. В составе юниорской мужской сборной Норвегии участник трёх чемпионатов мира. Тренер по кёрлингу.
Играет на позиции третьего.

## Достижения
- Зимние Олимпийские игры: золото (2002), серебро (2010).
- Чемпионат мира по кёрлингу среди мужчин: золото (2014), серебро (2010), бронза (2006, 2008, 2009).
- Чемпионат Европы по кёрлингу: золото (2005, 2010, 2011), серебро (2007, 2008, 2012, 2013, 2014, 2016), бронза (2002, 2009, 2015).
- Континентальный Кубок по кёрлингу (в составе команд «Европа» или «Мир»): золото (2008, 2012), серебро (2011, 2013, 2014, 2015, 2016, 2017, 2018).
- Чемпионат Норвегии по кёрлингу среди мужчин: золото (1998, 2000, 2003, 2006, 2007, 2008, 2009, 2010, 2011, 2012, 2013, 2014, 2015, 2020, 2024), серебро (2016, 2017, 2018, 2019, 2022), бронза (2023, 2025).
- Чемпионат Норвегии по кёрлингу среди смешанных пар: серебро (2017, 2019, 2020).

- Почётный приз Collie Campbell Memorial Award (вручается кёрлингисту, который показывает наилучший уровень игры в кёрлинг и наилучшим образом демонстрирует «дух кёрлинга»): 2010.

## Команды
| Сезон                                             | Четвёртый          | Третий                                | Второй                                       | Первый               | Запасной                                                                           | Турниры                                                                 |
| ------------------------------------------------- | ------------------ | ------------------------------------- | -------------------------------------------- | -------------------- | ---------------------------------------------------------------------------------- | ----------------------------------------------------------------------- |
| 1990—91                                           | Томас Дуэ          | Торгер Нергор                         | Mads Rygg                                    | Йохан Хёстмелинген   | Krister Aanesen                                                                    | ЧМЮ 1991 (8 место)                                                      |
| 1991—92                                           | Томас Дуэ          | Торгер Нергор                         | Mads Rygg                                    | Йохан Хёстмелинген   | Томас Ульсруд                                                                      | ЧМЮ 1992 (8 место)                                                      |
| 1995—96                                           | Торгер Нергор      | Robert Kokkinn                        | Magnus Utgård                                | Jan Øivind Hewitt    | Kenneth Andersen                                                                   | ЧМЮ 1996 (5 место)                                                      |
| 1997—98                                           | Томас Ульсруд      | Йохан Хёстмелинген                    | Томас Дуэ                                    | Торгер Нергор        | Рольф Андреас Лаутен                                                               | ЧЕ 1997 (7 место)                                                       |
| 1997—98                                           | Томас Ульсруд      | Томас Дуэ                             | Торгер Нергор                                | Йохан Хёстмелинген   | Рольф Андреас Лаутен                                                               | ЧНМ 1998 · ЧМ 1998 (5 место)                                            |
| 1999—00                                           | Томас Ульсруд      | Томас Дуэ                             | Торгер Нергор                                | Йохан Хёстмелинген   |                                                                                    | ЧНМ 2000                                                                |
| 2000—01                                           | Томас Ульсруд      | Торгер Нергор                         | Томас Дуэ                                    | Йохан Хёстмелинген   | Флемминг Давангер тренер: Оле Ингвальдсен                                          | ЧЕ 2000 (5 место)                                                       |
| 2001—02                                           | Пол Трульсен       | Ларс Вогберг                          | Флемминг Давангер                            | Бент Онанд Рамсфьелл | Торгер Нергор тренер: Оле Ингвальдсен                                              | ЧЕ 2001 (4 место)                                                       |
| 2002                                              | Пол Трульсен       | Ларс Вогберг                          | Флемминг Давангер                            | Бент Онанд Рамсфьелл | Торгер Нергор тренер: Оле Ингвальдсен                                              | ЗОИ 2002                                                                |
| 2002—03                                           | Томас Ульсруд      | Торгер Нергор                         | Томас Дуэ                                    | Йохан Хёстмелинген   | Томас Лёвольд (ЧЕ) тренер: Оле Ингвальдсен                                         | ЧЕ 2002 · ЧНМ 2003                                                      |
| 2003—04                                           | Томас Ульсруд      | Торгер Нергор                         | Томас Дуэ                                    | Ян Торесен           | Томас Лёвольд тренер: Оле Ингвальдсен                                              | ЧЕ 2003 (5 место)                                                       |
| 2004                                              | Пол Трульсен       | Ларс Вогберг                          | Флемминг Давангер                            | Бент Онанд Рамсфьелл | Торгер Нергор тренер: Оле Ингвальдсен                                              | ЧМ 2004 (4 место)                                                       |
| 2005—06                                           | Пол Трульсен       | Ларс Вогберг                          | Флемминг Давангер                            | Бент Онанд Рамсфьелл | Торгер Нергор тренер: Оле Ингвальдсен                                              | ЧЕ 2005                                                                 |
| 2005—06                                           | Томас Ульсруд      | Торгер Нергор                         | Томас Дуэ                                    | Ян Торесен           | Кристофер Све тренер: Оле Ингвальдсен                                              | ЧНМ 2006 · ЧМ 2006                                                      |
| 2006                                              | Пол Трульсен       | Ларс Вогберг                          | Флемминг Давангер                            | Бент Онанд Рамсфьелл | Торгер Нергор тренер: Оле Ингвальдсен                                              | ЗОИ 2006 (5 место)                                                      |
| 2006—07                                           | Томас Ульсруд      | Торгер Нергор                         | Томас Дуэ                                    | Ян Торесен           | Кристофер Све Петтер Моэ (ЧЕ) Томас Лёвольд (ЧМ) тренер: Оле Ингвальдсен (ЧМ)      | ЧЕ 2006 (5 место) · ЧНМ 2007 · ЧМ 2007 (8 место)                        |
| 2007—08                                           | Томас Ульсруд      | Торгер Нергор                         | Кристофер Све                                | Ховард Вад Петерссон | Томас Дуэ тренер: Оле Ингвальдсен                                                  | ЧЕ 2007 · ЧНМ 2008 · ЧМ 2008                                            |
| 2008—09                                           | Томас Ульсруд      | Торгер Нергор                         | Кристофер Све                                | Ховард Вад Петерссон | Томас Дуэ (ЧЕ) Томас Лёвольд (ЧМ) тренер: Оле Ингвальдсен                          | ЧЕ 2008 · ЧНМ 2009 · ЧМ 2009                                            |
| 2009—10                                           | Томас Ульсруд      | Торгер Нергор                         | Кристофер Све                                | Ховард Вад Петерссон | Томас Лёвольд тренер: Оле Ингвальдсен                                              | ЧЕ 2009 · ЗОИ 2010                                                      |
| 2010                                              | Торгер Нергор      | Томас Лёвольд                         | Кристофер Све                                | Ховард Вад Петерссон | тренер: Оле Ингвальдсен                                                            | ЧНМ 2010 · ЧМ 2010                                                      |
| 2010—11                                           | Томас Ульсруд      | Торгер Нергор                         | Кристофер Све                                | Ховард Вад Петерссон | Маркус Хёйберг тренер: Оле Ингвальдсен                                             | ЧЕ 2010 · ЧНМ 2011 · ЧМ 2011 (4 место)                                  |
| 2011—12                                           | Томас Ульсруд      | Торгер Нергор                         | Кристофер Све                                | Ховард Вад Петерссон | Томас Лёвольд тренер: Оле Ингвальдсен                                              | ЧЕ 2011 · ЧНМ 2012 · ЧМ 2012 (4 место)                                  |
| 2012—13                                           | Томас Ульсруд      | Торгер Нергор (ЧЕ) Томас Лёвольд (ЧМ) | Кристофер Све                                | Ховард Вад Петерссон | Томас Лёвольд (ЧЕ) Маркус Хёйберг (ЧМ) тренер: Оле Ингвальдсен                     | ЧЕ 2012 · ЧНМ 2013 · ЧМ 2013 (5 место)                                  |
| 2013—14                                           | Томас Ульсруд      | Торгер Нергор                         | Кристофер Све                                | Ховард Вад Петерссон | Маркус Хёйберг (ЧЕ, ЗОИ, ЧМ) тренер: Пол Трульсен                                  | ЧЕ 2013 · ЧНМ 2014 · ЗОИ 2014 (5 место) · ЧМ 2014                       |
| 2014—15                                           | Томас Ульсруд      | Торгер Нергор                         | Кристофер Све                                | Ховард Вад Петерссон | Сандер Рёлвог (ЧЕ) Маркус Хёйберг (ЧМ) тренеры: Петтер Моэ (ЧЕ), Пол Трульсен (ЧМ) | ЧЕ 2014 · ЧНМ 2015 · ЧМ 2015                                            |
| 2015—16                                           | Томас Ульсруд      | Торгер Нергор                         | Кристофер Све                                | Ховард Вад Петерссон | Сандер Рёлвог (ЧЕ) Маркус Хёйберг (ЧМ) тренеры: Петтер Моэ (ЧЕ), Пол Трульсен (ЧМ) | ЧЕ 2015 · ЧНМ 2016 · ЧМ 2016 (5 место)                                  |
| 2016—17                                           | Томас Ульсруд      | Торгер Нергор                         | Кристофер Све                                | Ховард Вад Петерссон | Сандер Рёлвог (ЧЕ) тренер: Петтер Моэ (ЧЕ)                                         | ЧЕ 2016 · ЧНМ 2017                                                      |
| 2017—18                                           | Томас Ульсруд      | Торгер Нергор                         | Кристофер Све (ЧЕ, ЗОИ) Anders Bjørgum (ЧНМ) | Ховард Вад Петерссон | Сандер Рёлвог (ЧЕ) Маркус Хёйберг (ЗОИ) тренер: Томас Лёвольд                      | ЧЕ 2017 (4 место) · ЗОИ 2018 (6 место) · ЧНМ 2018                       |
| 2018—19                                           | Томас Ульсруд      | Торгер Нергор                         | Кристофер Све                                | Ховард Вад Петерссон | тренеры: Томас Лёвольд (КМ 2 эт.), Пол Трульсен (КМ фин.)                          | КМ 2018/19 (2 этап) (4 место) · ЧНМ 2019 · КМ 2018/19 (финал) (8 место) |
| 2019—20                                           | Магнус Рамсфьелл   | Торгер Нергор                         | Мартин Сесакер                               | Бендик Рамсфьелл     |                                                                                    | ЧНМ 2020                                                                |
| 2020—21                                           | Стеффен Вальстад   | Торгер Нергор                         | Маркус Хёйберг                               | Магнус Вогберг       | Эйрик Мён тренер: Томас Лёвольд                                                    | ЧМ 2021 (8 место)                                                       |
| 2021—22                                           | Стеффен Вальстад   | Торгер Нергор                         | Маркус Хёйберг                               | Магнус Вогберг       | Магнус Недреготтен тренер: Томас Лёвольд                                           | ЧЕ 2021 (4 место) · ЗОИ 2022 (квал. 2021) · ЗОИ 2022 (6 место)          |
| 2021—22                                           | Стеффен Вальстад   | Торгер Нергор                         | Маркус Хёйберг                               | Магнус Вогберг       |                                                                                    | ЧНМ 2022                                                                |
| 2022—23                                           | Стеффен Вальстад   | Торгер Нергор                         | Матиас Бранден                               | Магнус Вогберг       | Anders Bjørgum                                                                     | ЧНМ 2023                                                                |
| 2023—24                                           | Магнус Недреготтен | Стеффен Вальстад                      | Ховард Вад Петерссон                         | Торгер Нергор        | Маркус Хёйберг                                                                     | ЧНМ 2024                                                                |
| 2024—25                                           | Стеффен Вальстад   | Магнус Недреготтен                    | Торгер Нергор                                | Ole Martin Davanger  |                                                                                    | ЧНМ 2025                                                                |
| Кёрлинг для смешанных пар (mixed doubles curling) |                    |                                       |                                              |                      |                                                                                    |                                                                         |
| 2016—17                                           | Марианне Рёрвик    | Торгер Нергор                         |                                              |                      |                                                                                    | ЧНСП 2017                                                               |
| 2018—19                                           | Марианне Рёрвик    | Торгер Нергор                         |                                              |                      |                                                                                    | ЧНСП 2019                                                               |
| 2020—21                                           | Марианне Рёрвик    | Торгер Нергор                         |                                              |                      |                                                                                    | ЧНСП 2020                                                               |
| 2023—24                                           | Марианне Рёрвик    | Торгер Нергор                         |                                              |                      |                                                                                    | ЧНСП 2024 (9 место)                                                     |

(скипы выделены полужирным шрифтом)

## Результаты как тренера национальных сборных
| Год  | Турнир                                       | Сборная            | Место |
| ---- | -------------------------------------------- | ------------------ | ----- |
| 1999 | Чемпионат мира по кёрлингу среди женщин 1999 | Норвегия (женская) | 4     |
| 1999 | Чемпионат Европы по кёрлингу 1999            | Норвегия (женская) | 1     |
| 2000 | Чемпионат мира по кёрлингу среди женщин 2000 | Норвегия (женская) | 3     |

## Частная жизнь
Закончил Норвежский университет естественных и технических наук. Работает как инженер.
Женат на норвежской кёрлингистке Марианне Рёрвик. У них две дочери, Karine и Thale.
Начал заниматься кёрлингом в детстве, в возрасте 7 лет, с 1987 года начал играть профессионально.